# Leiopteroblatta monodi
Leiopteroblatta monodi är en kackerlacksart som beskrevs av Lucien Chopard 1969. Leiopteroblatta monodi ingår i släktet Leiopteroblatta och familjen Polyphagidae.
Artens utbredningsområde är Iran. Inga underarter finns listade i Catalogue of Life.